# Pyruvátdekarboxyláza
Pyruvátdekarboxyláza je enzym, který katalyzuje dekarboxylaci pyruvátu na acetaldehyd. Tento proces probíhá za účasti koenzymu thiaminu (thiamindifosfátu). Pyruvátdekarboxyláza je součástí komplexu enzymů, který se nachází uvnitř mitochondrií a je známý jako pyruvátdehydrogenáza. Tento komplex se skládá ze tří enzymů: pyruvátdekarboxylázy, dihydrolipoyltransacetylázy a dihydrolipoyldehydrogenázy. Je důležitý pro první stupeň tvorby acetylkoenzymu A z pyruvátu, což je příprava na účast v Krebsově cyklu.

Dekarboxylace pyruvátu za účasti pyruvátdekarboxylázy